# جاناتان جوزف آگوستین
جاناتان جوزف آگوستین (انگلیسی: Jonathan Joseph-Augustin؛ زادهٔ ۱۳ مهٔ ۱۹۸۱) بازیکن فوتبال اهل فرانسه است که در پست مدافع بازی می‌کرد.
از باشگاه‌هایی که در آن بازی کرده‌است می‌توان به باشگاه فوتبال گنگام و باشگاه فوتبال روت‌وایس اسن اشاره کرد.
وی همچنین در تیم ملی فوتبال زیر ۲۰ سال فرانسه بازی کرده‌است.